# کورت‌کولاغی (جیحان)
کورت‌کولاغی (به ترکی استانبولی: Kurtkulağı) یک منطقهٔ مسکونی در ترکیه است که در جیحان واقع شده‌است.